# Renate Schernus
Renate Schernus (* 1942) ist eine deutsche Psychotherapeutin und Sachbuchautorin.

## Leben und Wirken
Renate Schernus studierte in Hamburg, Mainz und München Psychologie und absolvierte verschiedene psychotherapeutische Ausbildungen, darunter systemische Familientherapie. Sie arbeitete von 1970 bis 1985 mit anfallskranken Menschen, insbesondere mit Kindern und leitete von 1985 bis 1996 eine Klinik für mittelfristige psychiatrische Behandlung. 1996 übernahm sie die Leitung des gesamten Fachbereichs Psychiatrie der Teilanstalt Bethel.
Schernus war von 1986 bis 2000 Mitglied der Ethikkommission der Von Bodelschwinghschen Anstalten Bethel. Ab 2000 war sie außerdem als Mitarbeiterin in der Forschungsgemeinschaft Ethik der Universität Witten/Herdecke tätig. Von 1992 bis 2016 war sie Redaktionsmitglied der Zeitschrift Sozialpsychiatrische Informationen und gehört seit 2017 zum Beirat der Zeitschrift. Auch ist sie Mitglied der Deutschen Gesellschaft für Soziale Psychiatrie und war dort für mehrere Jahre Vorstandsmitglied. Seit 2009 ist sie Mitglied der Evangelischen Forschungsakademie. Sie zählt zu den Mitinitiatoren der Soltauer Initiative zu Sozialpolitik und Ethik.
Schernus veröffentlichte zahlreiche Bücher zu psychosozialen Problemen bei anfallskranken Kindern, zum subjektiven Psychoseerleben oder zu medizinethischen Fragen.

## Publikationen (Auswahl)
- Die Kunst des Indirekten. Plädoyer gegen den Machbarkeitswahn in Psychiatrie und Gesellschaft. Paranus, Neumünster 2002, ISBN 978-3-926200-43-3.
- Hausärztin im Kiez: Porträt der Anna B. Psychiatrie-Verlag, Bonn 2002, ISBN 978-3-88414-319-3.
- mit Fritz Bremer: Tyrannei des Gelingens. Plädoyer gegen marktkonformes Einheitsdenken in sozialen Arbeitsfeldern. Paranus, Neumünster 2007, ISBN 978-3-926200-92-1.
- mit Sibylle Prins und Fritz Bremer: Wir sind weit miteinander gegangen. Eine Psychiatrie-Erfahrene und eine Psychotherapeutin im Gespräch. Paranus, Neumünster 2009, ISBN 978-3-940636-02-7.